# Gymnosiphon breviflorus
Gymnosiphon breviflorus là một loài thực vật có hoa trong họ Burmanniaceae. Loài này được Gleason mô tả khoa học đầu tiên năm 1929.